# Кук, Стивен Артур
Стивен Артур Кук (англ. Stephen Arthur Cook; род. 14 декабря 1939 года, Буффало, США) — американский учёный в области теории вычислительных систем. Знаменит своей работой над теорией сложности вычислений, лауреат премии Тьюринга.

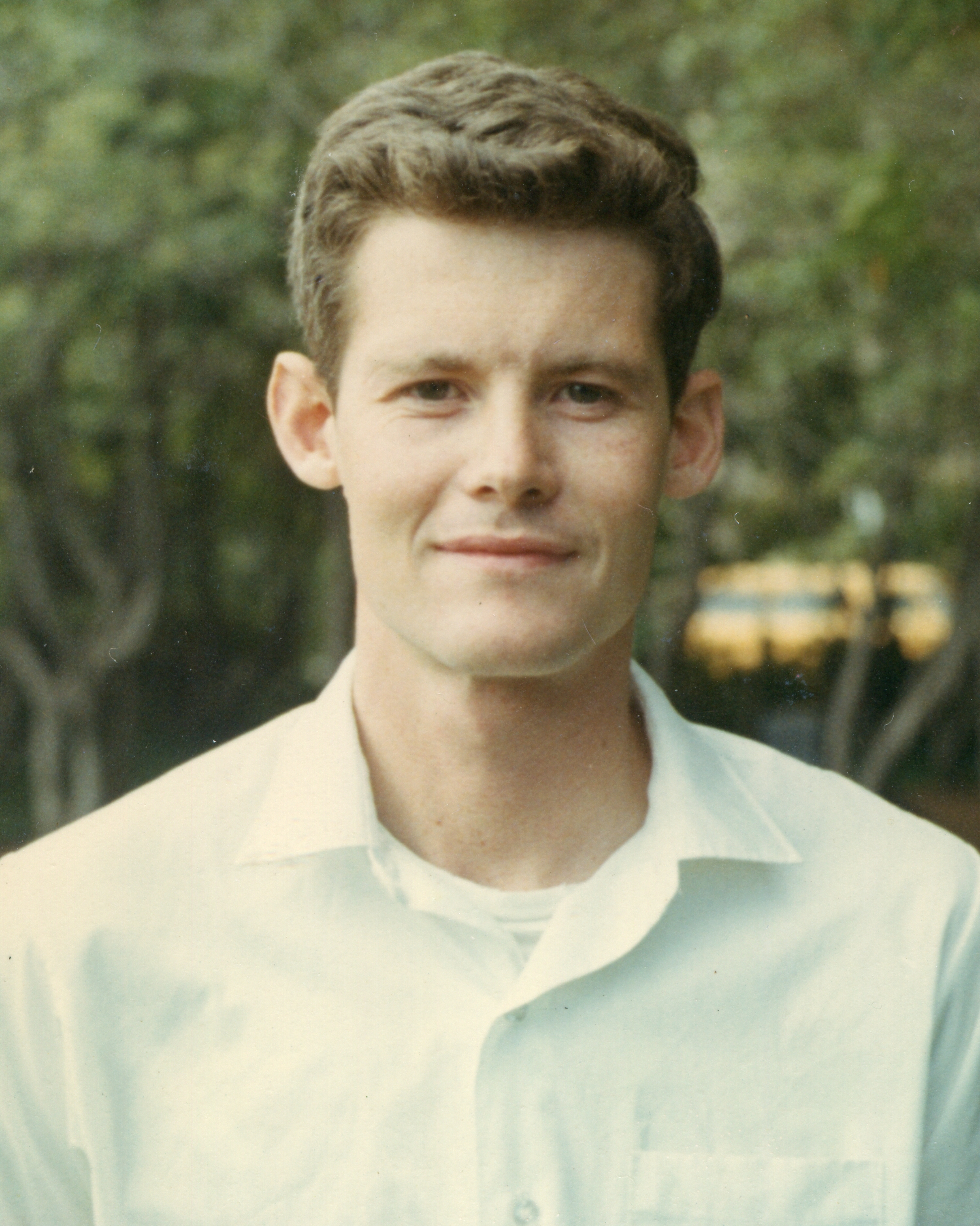
Кук в 1968 году

В своей работе «The Complexity of Theorem Proving Procedures» Кук доказал, что задача выполнимости булевых формул является NP-полной. Тем самым он поднял вопрос о равенстве классов сложности P и NP, один из сложнейших вопросов теории вычислительных систем, на который до сих пор нет ответа.
Член Канадского королевского общества (1984), Национальной академии наук США (1985), Лондонского королевского общества (1998).

## Биография
Кук получил титул бакалавра в Мичиганском университете в 1961 году. Год спустя он получил степень магистра наук в Гарварде, где в 1966 году достиг степени доктора философии. До 1970 года работал ассистентом (англ. assistant professor) по математике в Беркли, где так и не получил статус постоянного сотрудника. Ричард Карп, лауреат премии Тьюринга 1985 года, скажет об этом

Это навсегда останется нашей виной, что мы не смогли уговорить факультет математики дать ему этот статус.
Оригинальный текст (англ.)It is to our everlasting shame that we were unable to persuade the math department to give him tenure.
— Ричард Карп к 30-летию факультета информатики Беркли
Эту честь ему оказал Торонтский университет, назначив Стивена Кука профессором в 1975 году.

## Награды
- 1982 — Премия Тьюринга «За существенный прогресс, достигнутый им в понимании сложности вычислений. Его работа положила основу теории NP-полноты. Исследование свойств и границ этого класса стало одним из важнейших направлений теории вычислительных систем за последние десять лет.»[5] (англ.)
- 1999 — CRM-Fields-PIMS prize
- 2012 — Канадская золотая медаль Герхарда Херцберга
- 2015 — BBVA Foundation Frontiers of Knowledge Awards «За его важную роль в определении того, что компьютеры могут и не могут эффективно решать. Его работы оказали огромное влияние на всех полях, где сложные вычисления имеют решающее значение.»[6] (англ.)